# سولوتوشا
سولوتوشا (به صربی: Solotuša) یک منطقهٔ مسکونی در صربستان است که در بایینا باشتا واقع شده‌است. سولوتوشا ۱٬۰۶۶ نفر جمعیت دارد.